# John Badby

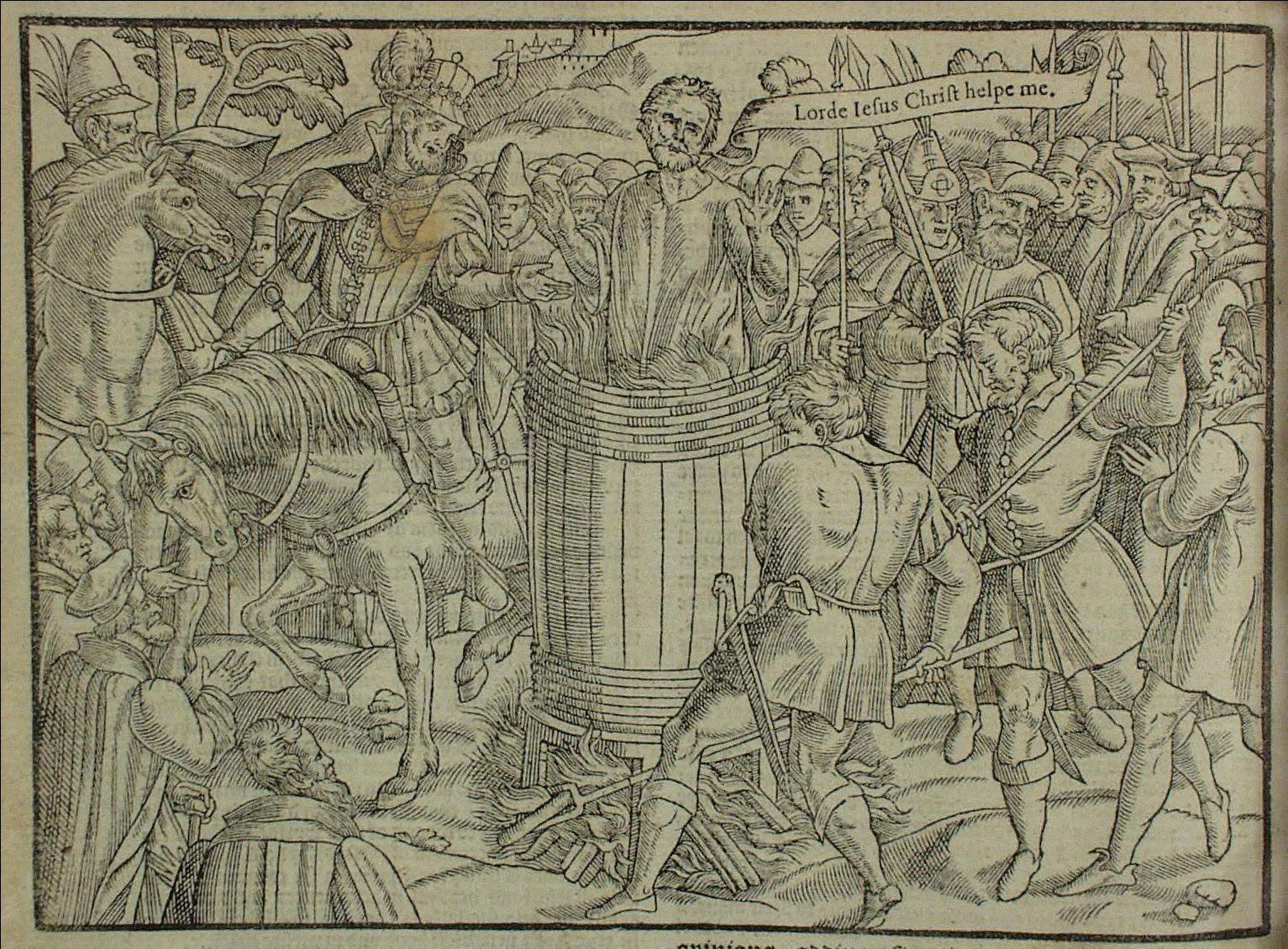
John Badbys Tod. Holzschnitt von 1563

John Badby († 1410), ein früher Märtyrer der Lollarden, war ein Schneider oder Schmied der westlichen Midlands. Er wurde aufgrund seiner Weigerung, die Transsubstantiation anzuerkennen, vom Diözesangericht Worcesters verurteilt.

## Leben
Badby bestand hartnäckig darauf, dass Christus beim Abendmahl mit seinen Jüngern nicht seinen Leib verteilt habe und dass, wenn jede am Altar geweihte Hostie der Leib des Herrn sei, es 20.000 Götter in England gebe. Ein weiteres Gericht in St. Paul’s in London, dessen Vorsitz Erzbischof Thomas Arundel führte, verurteilte ihn zur Verbrennung auf dem Scheiterhaufen in Smithfield, dem Turniergelände außerhalb der Stadtmauern. Angeblich wohnte der Prince of Wales, der spätere König Heinrich V., der Exekution bei und bot dem Verurteilten sowohl sein Leben als auch eine Rente an, falls dieser seine Behauptungen widerriefe. Aber, so der zeitgenössische Chronist Thomas Walsingham, „der verkommene Schurke lehnte den Vorschlag des Prinzen ab und zog es vor, verbrannt zu werden, anstatt dem lebensspendenden Sakrament Ehre zu erweisen. So geschah es, dass der böswillige Kerl zu Asche verbrannt wurde und elend in seiner Sünde starb“.